# Mehmet Özyürek
Mehmet Özyürek (* 17. Oktober 1949; † vor dem oder am 18. Mai 2023) hatte laut dem Guinness-Buch der Rekorde die längste Nase der Welt. Seine Nase hatte eine Länge von 8,8 cm (3,55 Zoll) und wurde zuletzt am 18. März 2010 in der italienischen Fernsehshow Lo Show dei Record in Rom gemessen. Er lebte in Artvin, Türkei. Er starb vor dem oder am 18. Mai 2023 im Alter von 73 Jahren an einem Herzinfarkt.